# Oum el-Iman bint Ali el-Bethary
Oum el-Iman bint Ali el-Bethary (en arabe : أم الإيمان بنت علي البثاري) communément Oum el-Youmn bint Mahalli est l'épouse de l'émir marocain de la dynastie mérinide Abd al-Haqq et la mère d'Abu Yusuf Yaqub ben Abd al-Haqq. Elle est d'origine zénète et est considérée une walia (sainte) au Maroc.

## Biographie
Elle est la fille d'Ali el-Bethary. Sa famille est issue de la branche Mahalli des Boutouïa et est l’une des principales familles de la tribu des Boutouïa qui avaient été confédères et alliés de la famille Mérinide de Hammamma-Ibn-Mohammed. 
Lorsqu'elle était une jeune fille, elle vit en songe la lune se lever de son sein et monter au ciel, d'où elle répandit sa lumière sur toute la terre. Elle raconta aussitôt ce rêve a son père qui s’empressa de se rendre chez le cheikh Abou Othman el-Ouaragly. Celui-ci lui répondit : « Si tu dis vrai, le rêve de cette jeune fille signifie qu’elle enfantera un grand roi, saint juste, qui couvrira ses sujets de bienfaits et de prospérités  ». Le fils d’Oum el-Iman l’émir Abu Yusuf Yaqub ben Abd al-Haqq fut effectivement un souverain illustre dans l’histoire du Maroc.
Vers 1210, elle épouse l’émir Abou Mohammed Abd al-Haqq. En la donnant en mariage, son père dit à son beau-fils en devenir : « Ma fille est bienheureuse, et elle fera ton bonheur en te donnant un fils qui sera un grand roi qui couvrira ta nation de gloire jusque dans les derniers siècles. » Le couple eut au moins un enfant, l’émir Abu Yusuf Yaqub qui naquit entre 1210 et 1212. Tous les parents d'Oum el-Iman jouissaient d’une haute faveur auprès de son fils le sultan Abou Youcef, tant a cause de l’affinité qui existait entre eux et lui que de la grande influence qu’ils exerçaient dans leur tribu.
Femme d’une grande piète, elle fit le pèlerinage de la Mecque (le Hajj) en l’an 643 de l'hégire (1245-6) et revint en Maghreb en l’an 647. Cinq années plus tard, elle partit pour l’orient une seconde fois, et fit un pèlerinage de surérogation (Oumra); puis ayant repris la route de son pays, elle mourut au Caire, l’année suivante. 